# Åse
Åse ist ein meistens weiblicher, seltener auch männlicher Vorname.

## Herkunft und Bedeutung
Åse ist eine skandinavische Kurzform von Namen, die auf Ás- beginnen, wie Ásgeir.

## Namensträgerinnen
- Åse Kristin Ask Bakke (* 1996), norwegische Politikerin
- Åse Idland (* 1973), norwegische Biathletin
- Åse Kleveland (* 1949), schwedisch-norwegische Musikerin und Politikerin
- Åse Lund Jensen (1920–1977), dänische Designerin
- Åse Michaelsen (* 1960), norwegische Politikerin
- Åse Refsgård (* 20. Jahrhundert), dänische Fußballspielerin
- Åse Gruda Skard (1905–1985), norwegische Hochschullehrerin, Kinderpsychologin und Autorin